# Messemé
Messemé ist eine französische Gemeinde mit 241 Einwohnern (Stand: 1. Januar 2022) im Département Vienne in der Region Nouvelle-Aquitaine (vor 2016 Poitou-Charentes); sie gehört zum Arrondissement Châtellerault und zum Kanton Loudun. Die Einwohner werden Messeméens genannt.

## Geographie
Messemé liegt etwa 52 Kilometer nordnordwestlich von Châtellerault. Umgeben wird Messemé von den Nachbargemeinden Sammarçolles im Norden, Ceaux-en-Loudun im Osten und Nordosten, La Roche-Rigault im Süden sowie Loudun im Westen und Südwesten.

## Bevölkerungsentwicklung
| Jahr                      | 1962 | 1968 | 1975 | 1982 | 1990 | 1999 | 2006 | 2013 |
| Einwohner                 | 288  | 273  | 236  | 232  | 205  | 206  | 214  | 228  |
| Quelle: Cassini und INSEE |      |      |      |      |      |      |      |      |

## Sehenswürdigkeiten
Siehe auch: Liste der Monuments historiques in Messemé
- Kirche
- Schloss La Motte